# Idioma fwâi
Fwâi es una lengua austronesia hablada mayoritariamente en el área tradicional de Hoot Ma Waap, en el municipio de Hienghene, en la Provincia Norte, Nueva Caledonia. Del mismo modo que el jawe, el nemi y el ipije, se habla en la comuna de Hienghene; figura en el diccionario comparativo de lenguas de Hienghene, escrito por André-Georges Haudricourt y Françoise Ozanne-Riviera en 1982. Tiene unos 1.900 hablantes nativos.

## Registros
Hay dos registros estilísticos distintos en fwâi: de una parte la lengua corriente, de otra parte el fwâi honorífico. Este último, similar al qene miny del drehu, es una lengua ceremonial hablada en el curso de los grandes cacicazgos, cuando los sujetos se dirigen a personajes de alto rango o de edad avanzada.
Este lenguaje honorífico todavía se practica, y se puede oír todo en álbumes de la banda Huréré, en particular el álbum «Took kohya» con Hypolite Bouar.